# Општина Провица де Сус (Прахова)
Провица де Сус (рум. Proviţa de Sus) општина је у Румунији у округу Прахова.
Oпштина се налази на надморској висини од 554 m.